# FC Amberg
Der FC Amberg ist ein Fußballverein aus Amberg in der Oberpfalz, der in der Saison 2015/16 in der viertklassigen Regionalliga Bayern spielte. Er ist der Nachfolgeverein des 1. FC Amberg.

## Geschichte
Nach der Insolvenz des Bayernligisten 1. FC Amberg im Sommer 1995 holte der damalige Fußballabeilungsleiter Werner Aichner die etwa 200 Jugendspieler des Vereins, die ebenfalls mit der A- und B-Jugend in der Bayernliga spielten, zum TV 1861 Amberg. Zwei Jahre später wurde die Fußballabteilung in FC Amberg umbenannt.
Von 1998 bis 2003 gelangen dem Verein fünf Aufstiege von der A-Klasse bis in die Landesliga Mitte (fünftklassig). Nach Abstieg 2004 und sofortigem Wiederaufstieg spielte der FC Amberg von 2005 bis 2011 in der Landesliga. 2007 wurde das Team Bayerischer Hallenmeister. Nach dem Abstieg 2011 sicherte sich der Verein in der Saison 2011/12 die Meisterschaft in der Bezirksoberliga Oberpfalz und stieg dank des erweiterten Aufstiegsrechts im Rahmen der Spielklassenreform des Bayerischen Fußball-Verbands in die Bayernliga Nord auf.
In der Saison 2012/13 konnte man den 4. Platz belegen und verpasste somit nur knapp die Relegation zur Regionalliga Bayern, da der zweitplatzierte SpVgg Jahn Forchheim keine Lizenz für die Regionalliga besaß und somit der, mit dem FCA punktgleichen, TSV Großbardorf aufgrund des besseren direkten Vergleichs in die Relegation einzog.
In der Saison 2013/14 wurden die Amberger ebenfalls 4. und scheiterten wiederum knapp an der Relegation.
In der Saison 2014/15 wurde man souverän 2. hinter Meister Viktoria Aschaffenburg und konnte sich somit den Einzug in die Relegation zur Regionalliga Bayern sichern.
Obwohl die Kickers Würzburg in die 3. Liga aufgestiegen waren, ist in der Regionalliga nur ein Platz für die Saison 2015/16 frei gewesen, da der SSV Jahn Regensburg und die SpVgg Unterhaching abgestiegen sind.
In der ersten Relegationsrunde konnte man sich knapp gegen den SV Heimstetten
durchsetzten (1:0 und 0:0) und traf in der zweiten Runde auf den VfR Garching, der sich in Runde 1 deutlich gegen den FC Pipinsried durchsetzte.
Auch die zweite Relegationsrunde überstand man ohne Gegentor (2:0 und 0:1) und stieg somit in die Regionalliga Bayern auf.
Nach nur einer Saison stieg der FC Amberg 2016 wieder in die Bayernliga ab, und nach dem erneuten Abstieg 2018 wurde beschlossen, auch nicht in der Landesliga anzutreten. Die erste Mannschaft spielte darum 2019/21 in der siebtklassigen Bezirksliga Oberpfalz Nord. Dem Aufstieg in die Landesliga 2021 folgte der Wiederabstieg 2023 und die direkte Rückkehr in die Landesliga 2024.

## Erfolge
- Aufstieg in die Regionalliga Bayern: 2015
- Aufstieg in die Bayernliga: 2012
- Meister der Bezirksoberliga Oberpfalz: 2003, 2005
- Bayerischer Hallenmeister: 2007

## Persönlichkeiten
- Thomas Götzl
- Engin Kalender
- Francis Kioyo
- Thomas Kristl
- Alberto Méndez
- Timo Rost
- Petr Škarabela
- Tobias Wiesner

## TV 1861 Amberg
Der Turnverein 1861 Amberg e. V., kurz TV 1861 Amberg, ist ein 1861 gegründeter Sportverein, der neben Fußball und Handball auch die Sportarten American Football,  Badminton,  Balance Fitness,  Basketball,  Fechten,  Freestyle Mountainbike, Kegeln,
Leichtathletik, Schwimmen, Sport und Natur, Tennis, Tischtennis, Turnen und Gymnastik anbietet.

### Handball
Die erste Männermannschaft, der 1928 gegründeten Handballabteilung des TV 1861 Amberg, nahm 1954 an die Endrunde zur Bayerischen Meisterschaft teil. Die Staffelung war damals so organisiert, dass der „Bayerische Meister“ für die süddeutsche Meisterschaft qualifiziert war und der „Süddeutsche Meister“ an der Endrunde zur deutschen Meisterschaft teilnahm. Damit war die bayerische Meisterschaft 1954 als dritthöchste Meisterschaftsrunde eingestuft. Die Handball-Bayernliga wurde erst 1958 eingeführt, sie gehörte bis 1966 zu den höchsten Spielklassen in Deutschland.
HG Amberg: In späterer Folge hat sich die Handballabteilung, wie auch die Fußballabteilung, umbenannt in nun HG Amberg im TV 1861 Amberg e. V. Unter diesem Namen konnten die Männerhandballer 2011 die ostbayerische Meisterschaft gewinnen und waren damit auch für die fünftklassige Handball-Landesliga qualifiziert. Die Frauen der HG wurden 2013 ostbayerischer Meister, mussten aber auf den Aufstieg in die Landesliga verzichten.
Die HG Handballer nehmen mit drei Herrenmannschaften, drei Damenteams und vierzehn Nachwuchsmannschaften am Spielbetrieb des Bayerischen Handballverbandes (BHV) teil. Die 1. Männermannschaft tritt in der Saison 2023/24 in der sechstklassigen Bezirksoberliga (Ostbayern) an und die Frauen spielen in der Bezirksliga.
Erfolge
- Endrunde Bayerische-Handballmeisterschaft 1954
- Aufstieg in die Landesliga (5. Liga) 2011
- Ostbayerischer Meister 2013 (Frauen)
- Ostbayerischer Meister 2011